# Sint-Joriskerk (Sint-Joris, België)

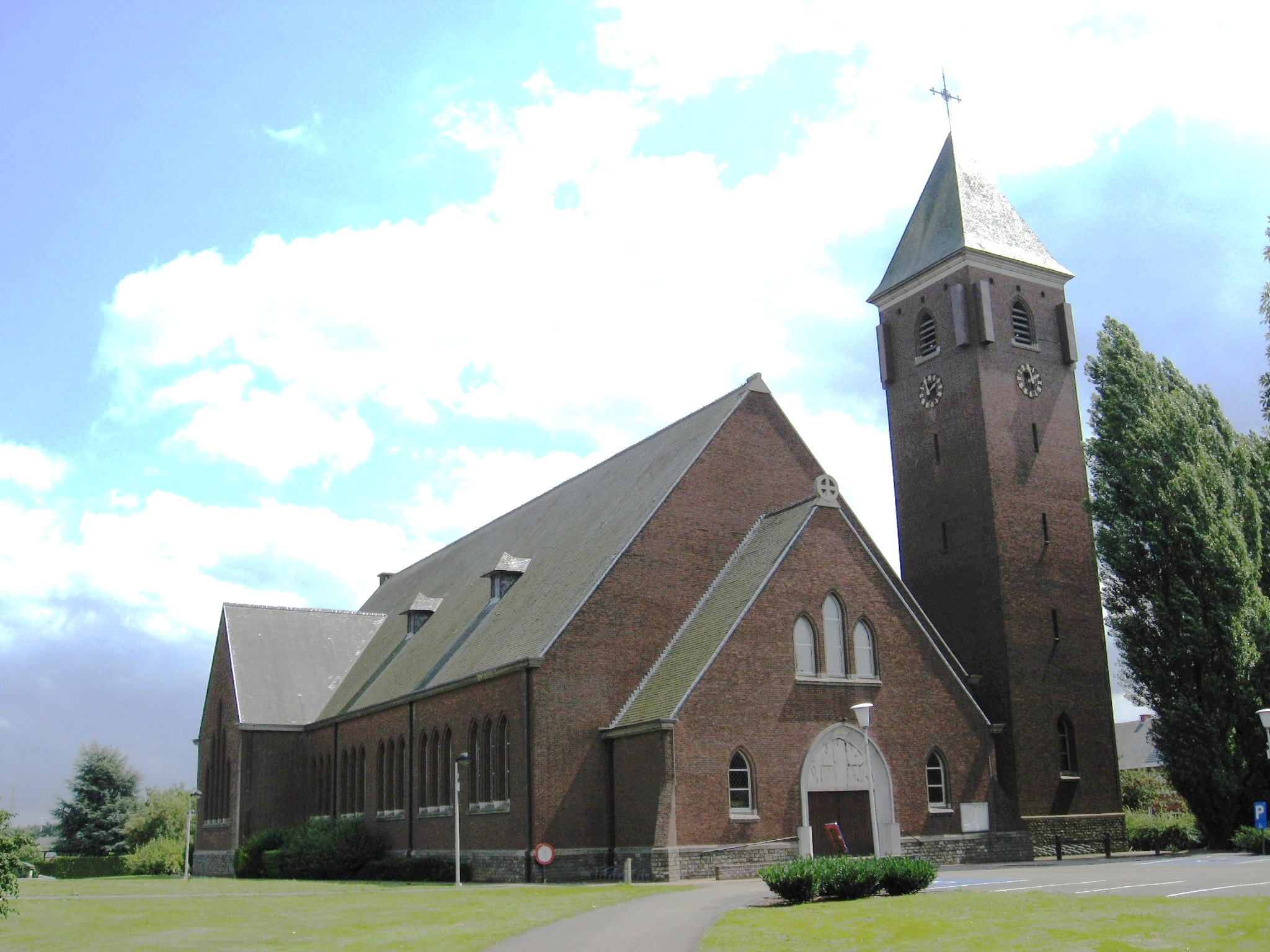
Sint-Joriskerk

De Sint-Joriskerk is de parochiekerk van Sint-Joris, een kern van Alken, gelegen aan de Sint-Jorisstraat aldaar.
Er bestond weliswaar reeds een aan Sint-Joris gewijde kapel, maar de ontwikkeling van Sint-Joris tot kerkdorp vond pas in de loop van de 20e eeuw plaats.
Daarom werd een parochiekerk gebouwd, ontworpen door I. Lavigne. Het bakstenen gebouw is uitgevoerd in moderne gotiek. Het is weliswaar driebeukig, maar de middenbeuk is breed en de zijbeuken zijn smal. De kerk wordt geflankeerd door een vrijstaande, vierkante toren die gedekt wordt door een tentdak. Het schip wordt door een hoog zadeldak gedekt, en het interieur wordt overwelfd door een spitstongewelf.
Boven de ingang is een reliëf aangebracht in witte steen, episoden uit de Sint-Jorislegende voorstellend.